# Panchrysia aurea
Panchrysia aurea là một loài bướm đêm trong họ Noctuidae.